# Jean-Paul Eale Lutula
Jean-Paul Eale Lutula, né le 4 octobre 1984 à Kinshasa, la capitale de la République démocratique du Congo, est un footballeur international congolais, également international rwandais.

## Biographie
Jean-Paul Eale Lutula footballeur professionnel de 36 ans.
Il reçoit deux sélections en équipe de République démocratique du Congo en 2005. Il joue à cet effet deux matchs amicaux, contre la Tunisie et la Zambie. Il inscrit un but face aux joueurs tunisiens.
Il reçoit par la suite trois sélections en équipe du Rwanda lors de l'année 2009, à l'occasion de matchs rentrant dans le cadre des éliminatoires du mondial 2010. Il joue alors contre l'Égypte, l'Algérie, et à nouveau la Zambie.
Avec le club belge du FCM Brussels, il joue 23 matchs en première division, inscrivant un but, et 66 matchs en deuxième division, pour 21 buts. Il inscrit 12 buts en deuxième division lors de la saison 2009-2010.

## Palmarès
- Champion de République démocratique du Congo en 2002
- Champion de Belgique de Division 3 Amateur (D5) en 2017